# Panorpa mixteca
Panorpa mixteca är en näbbsländeart som beskrevs av Bicha 2006. Panorpa mixteca ingår i släktet Panorpa och familjen skorpionsländor. Inga underarter finns listade i Catalogue of Life.